# Bleialf
Bleialf település Németországban, Rajna-vidék-Pfalz tartományban. Lakosainak száma 1285 fő (2023. december 31.).

## Népesség
A település népességének változása:
| Lakosok száma | 829  | 1204 | 1217 | 1197 | 1211 | 1258 | 1285 |
|               | 1975 | 2015 | 2017 | 2019 | 2021 | 2022 | 2023 |